# Wystawa Światowa w Paryżu w 1900 roku
Wystawa Światowa w Paryżu w 1900 roku (fr. L’Exposition de Paris 1900) – wystawa światowa która odbyła się w Paryżu w dniach od 14 kwietnia do 12 listopada 1900 roku, którą zwiedziło 51 milionów widzów. W ramach wystawy odbyły się również Letnie Igrzyska Olimpijskie 1900. 

## Opis
Wystawa zainaugurowana przez prezydenta Francji Émile’a Loubeta 14 kwietnia 1900 roku, miała podkreślić geniusz i różnorodność współczesnej cywilizacji. Odbyła się w pięciu głównych strefach rozciągających się na powierzchni 120 hektarów, w tym nad brzegiem Sekwany, na Polu Marsowym i na Placu Zgody. Na dodatkowym obszarze 102 hektarów w Lasku Vincennes zorganizowano wystawę rolniczą, wioskę typowych domów robotniczych, wystawy kolejowe i zawody olimpijskie.

## Budowle
Aby zastąpić Palais de l’Industrie, zbudowany na pierwszą wystawę światową w Paryżu w 1855 roku, wzniesiono dwa budynki: Petit Palais i Grand Palais. W pobliżu zbudowano most Aleksandra III, łączący prawy brzeg Sekwany z kompleksem budynków Les Invalides. Palais du Trocadéro, zbudowany na wystawę światową w Paryżu w 1878 roku, został przebudowany na tę okazję, dodając salę koncertową na 4000 osób. Zbudowano trzy nowe dworce kolejowe – Gare de Lyon, Gare des Invalides i Gare d’Orsay. Pierwsza linia metra w Paryżu, łącząca Porte Maillot z Porte de Vincennes, została otwarta 19 lipca 1900 roku, trzy miesiące po otwarciu wystawy światowej. Organizatorzy zainstalowali także dużą stację parkingową dla rowerów na Polach Elizejskich i ruchomy chodnik zwany „Rue de l’Avenir”, oraz elektryczną linię kolejową.
Spośród wielu imponujących zabytków rozsianych po całym terenie wystawy światowej, niektóre były jedynie konstrukcjami tymczasowymi. Należały do nich 45-metrowa Porte Monumentale, która pełniła funkcję głównej kasy biletowej wystawy. Palais de l’Électricité był nie tylko symbolem postępu i nowoczesności, ale także zapewniał całą energię elektryczną terenowi wystawy. Wielką atrakcją dla zwiedzających był Grande Roue de Paris – diabelski młyn, wznoszący się 70 metrów nad ziemią. 

## Nauka i kino
Nauka prezentowana na paryskiej wystawie, miała na celu edukowanie jak najszerszego grona odbiorców. Duży niebieski Globe Céleste informował zwiedzających o astronomii i pozwalał im wizualizować Ziemię oraz ruch gwiazd i planet. 40-metrowa kula, na której odbywały się koncerty, znajdowała się 60 metrów nad ziemią. Replika statku o nazwie Maréorama umieszczona 5 metrów nad ziemią, zabierała zwiedzających w podróż po różnych miastach za pomocą panoramicznych obrazów i ruchomej platformy. Dużym zainteresowaniem cieszył się wielki teleskop, dzięki któremu można było z bardzo bliska zobaczyć powierzchnię Księżyca.
Na wystawie uhonorowano także rozwój kina, wyświetlając na gigantycznym ekranie filmy braci Lumière oraz prezentację techniki zwanej Cinéorama – na okrągłym ekranie wyświetlany był obraz z dziesięciu zsynchronizowanych projektorów. Na terenie wystawy znajdowało się także kino w postaci 30-metrowej okrągłej sali, w której wyświetlano 360-stopniowe obrazy Paryża sfilmowane z balonu na ogrzane powietrze.

## Pawilony
Pawilony 80 tysięcy uczestników z 40 państw, zbudowano po lewej stronie Sekwany, wzdłuż Rue des nations. Duży pawilon Rosji był w stylu barokowym, pawilon Wielkiej Brytanii miał formę dworu elżbietańskiego, a pawilon Hiszpanii zapożyczony był z projektu Alkazaru w Toledo. Pawilon Niemiec został zaprojektowany w stylu neorenesansowym, natomiast „pałac” Monako inspirowany był architekturą florencką. Niektóre z pawilonów wykorzystano także po wystawie: pawilon Grecji przeniósł się do Aten, a pawilon Peru powrócił do Limy.

## Galeria

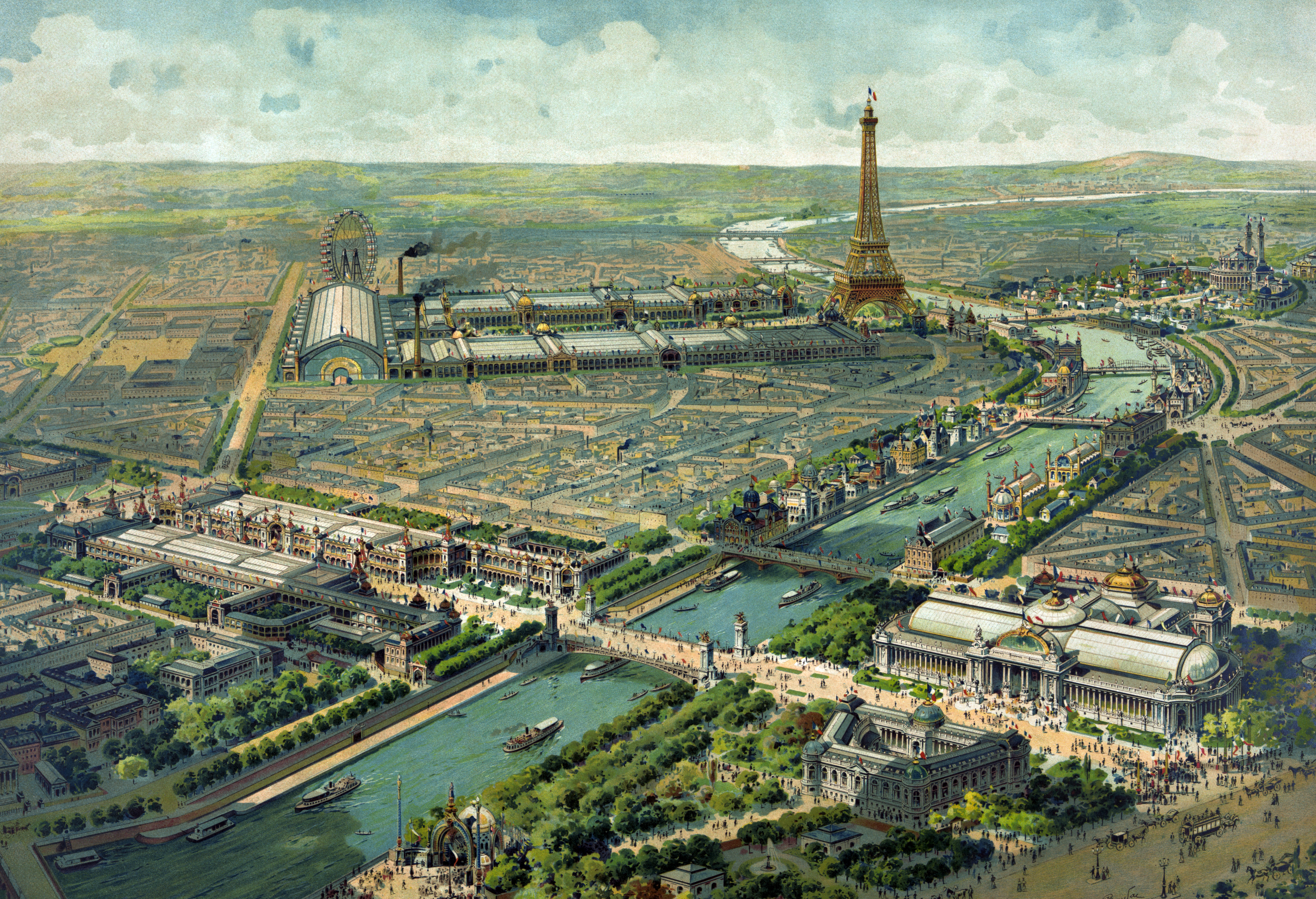
Widok z lotu ptaka na wystawę
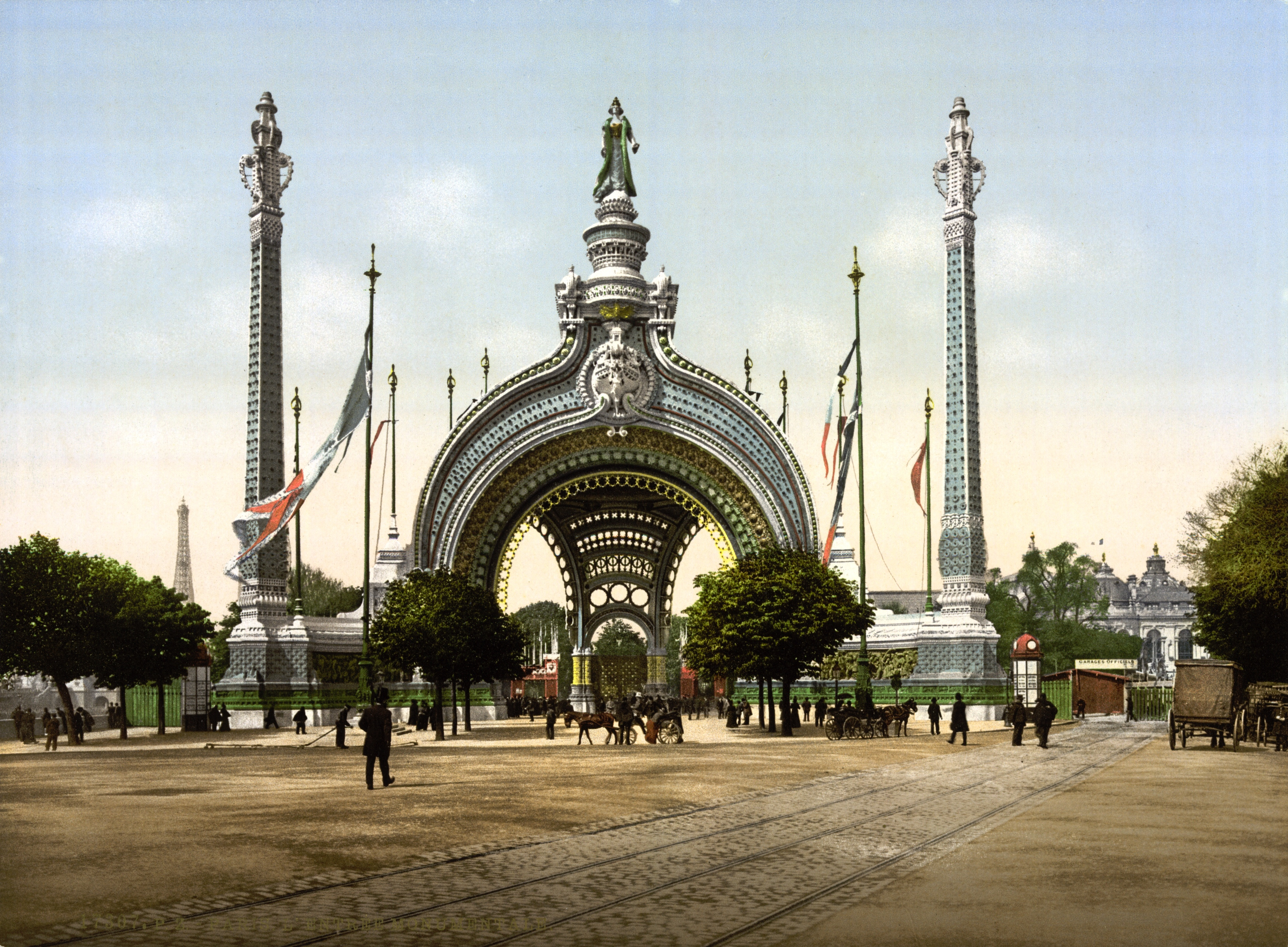
Porte Monumentale – wejście na wystawę
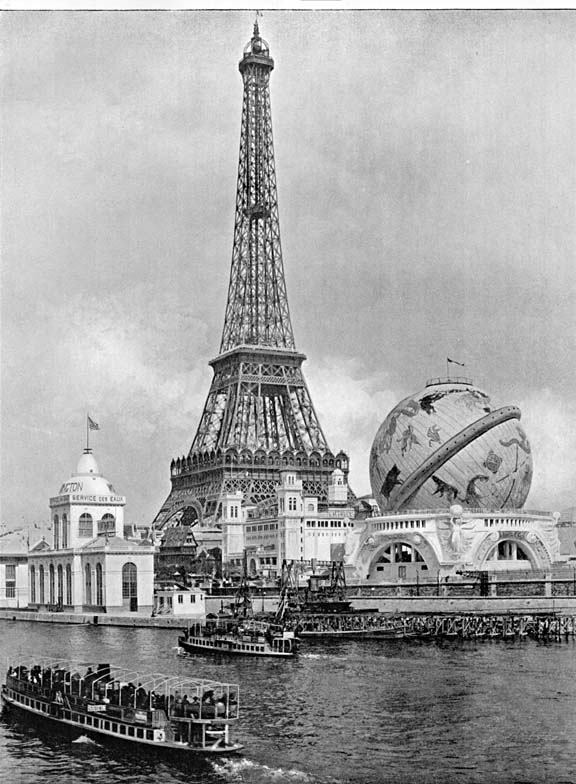
Globe Céleste i Wieża Eiffla
- Kompilacja filmów o wystawie